# 麥克利蘭維爾 (特拉華州)
麥克利蘭維爾（英語：McClellandville）是位於美國特拉華州紐卡斯爾縣的一個非建制地區。該地的面積和人口皆未知。

## 地理
麥克利蘭維爾的座標為39°42′34″N 75°46′37″W / 39.70944°N 75.77694°W，而該地的平均海拔高度為88米（即289英尺）。